# Verein für Rasensport Wormatia Worms 2009-2010
Questa voce raccoglie le informazioni riguardanti il Verein für Rasensport Wormatia Worms nelle competizioni ufficiali della stagione 2009-2010.

## Stagione
Nella stagione 2009-2010 il Wormatia, allenato da Sascha Koch, Volker Kühr e Jürgen Klotz, concluse il campionato di Regionalliga ovest al 17º posto. In Coppa di Germania il Wormatia fu eliminato al primo turno dal Greuther Fürth.

## Rosa
| N. |                         | Ruolo | Calciatore         |
| -- | ----------------------- | ----- | ------------------ |
| 1  | Germania (bandiera)     | P     | Manuel Wolff       |
| 2  | RD del Congo (bandiera) | D     | Jean-Claude Mpassy |
| 3  | Germania (bandiera)     | D     | Artur Krettek      |
| 4  | Germania (bandiera)     | D     | Matthias Lang      |
| 5  | Germania (bandiera)     | D     | Niels Magin        |
| 6  | Germania (bandiera)     | D     | Frank Schröer      |
| 8  | Germania (bandiera)     | D     | Mario Cuc          |
| 9  | Brasile (bandiera)      | A     | Alan               |
| 10 | Germania (bandiera)     | C     | Marcel Gebhardt    |
| 11 | Germania (bandiera)     | A     | Christian Bolm     |
| 13 | Germania (bandiera)     | D     | Andy Schröder      |
| 13 | Turchia (bandiera)      | C     | Ömer Bozkaya       |
| 15 | Germania (bandiera)     | D     | Maximilian Beck    |
| 17 | Germania (bandiera)     | C     | Ibrahim Aslan      |
| 18 | Germania (bandiera)     | D     | Kevin Detloff      |

| N. |                     | Ruolo | Calciatore        |
| -- | ------------------- | ----- | ----------------- |
| 19 | Germania (bandiera) | C     | Sven Bopp         |
| 20 | Germania (bandiera) | P     | Thorsten Müller   |
| 21 | Germania (bandiera) | P     | Christian Steiner |
| 22 | Libano (bandiera)   | C     | Imad Kassem-Saad  |
| 23 | Germania (bandiera) | D     | Sandro Rösner     |
| 28 | Germania (bandiera) | A     | Manuel Rasp       |
| 30 | Germania (bandiera) | C     | Martin Gollasch   |
| 31 | Germania (bandiera) | C     | Sven Oswald       |
| 32 | Germania (bandiera) | C     | Marc Heidenmann   |
| 33 | Germania (bandiera) | D     | Philipp Stiller   |
| 34 | Francia (bandiera)  | A     | Zouhair Bouadoud  |
| 35 | Serbia (bandiera)   | C     | Michael Aničić    |
| 39 | Germania (bandiera) | C     | Tobias Klotz      |
| 40 | Germania (bandiera) | C     | Andreas Feller    |

## Organigramma societario
Area tecnica
- Allenatore: Jürgen Klotz
- Allenatore in seconda: Volker Berg, Volker Kühr
- Preparatore dei portieri:
- Preparatori atletici:
- Analisi video:

## Calciomercato

### Sessione estiva
| Acquisti | Acquisti           | Acquisti            | Acquisti |
| R.       | Nome               | da                  | Modalità |
| -------- | ------------------ | ------------------- | -------- |
| A        | Alan               | Oggersheim          |          |
| A        | Zouhair Bouadoud   | Aalen               |          |
| D        | Kevin Detloff      | Oggersheim          |          |
| D        | Dalibor Gatarić    | Oggersheim          |          |
| C        | Danijel Gatarić    | Oggersheim          |          |
| C        | Marc Heidenmann    | Wormatia Worms II   |          |
| C        | Imad Kassem-Saad   | Oggersheim          |          |
| D        | Artur Krettek      | Oggersheim          |          |
| A        | Matteo Monetta     | Oggersheim          |          |
| D        | Jean-Claude Mpassy | Elversberg          |          |
| A        | Manuel Rasp        | Elversberg          |          |
| D        | Frank Schröer      | Vikt. Aschaffenburg |          |
| P        | Jörg Staniczek     | Sandhausen          |          |

| Cessioni | Cessioni             | Cessioni                   | Cessioni |
| R.       | Nome                 | a                          | Modalità |
| -------- | -------------------- | -------------------------- | -------- |
| D        | Mario Cuc            | Vikt. Aschaffenburg        |          |
| A        | Matthias Gutzler     | Pfeddersheim               |          |
| C        | Pascal Hertlein      | SV Alemannia Waldalgesheim |          |
| C        | Steven Jones         | Pfeddersheim               |          |
| A        | Georgios Karagiannis | Vikt. Aschaffenburg        |          |
| D        | Fabian Liesenfeld    | Aalen                      |          |
| C        | Aleksandr Nazarov    | Vikt. Aschaffenburg        |          |
| D        | Johannes Pfeffer     | FSV Francoforte II         |          |
| D        | Dennis Probst        | SV Gonsenheim              |          |
| A        | Marco Vorschneider   | Hassia Bingen              |          |
| A        | Andrew Wooten        | Kaiserslautern II          |          |

### Sessione invernale
| Acquisti | Acquisti        | Acquisti           | Acquisti |
| R.       | Nome            | da                 | Modalità |
| -------- | --------------- | ------------------ | -------- |
| C        | Martin Gollasch | ASV Idar-Oberstein |          |

| Cessioni | Cessioni          | Cessioni           | Cessioni |
| R.       | Nome              | a                  | Modalità |
| -------- | ----------------- | ------------------ | -------- |
| C        | Danijel Gatarić   | Hessen Kassel      |          |
| D        | Dalibor Gatarić   | Sportfreunde Lotte |          |
| C        | Manuel Helmlinger | Hassia Bingen      |          |
| A        | Matteo Monetta    | VfR Mannheim       |          |

## Risultati

### Regionalliga

#### Girone di andata
| Worms 8 agosto 2009, ore 14:00 CEST 1ª giornata | Wormatia Worms | 0 – 0 referto | Verl | Wormatia-Stadion (1 910 spett.)\| Arbitro: \| Münch \| |
| Arbitro:                                        | Münch          |               |      |                                                        |

| Arbitro: | Weickenmeier |

|           |           |            |
| Kadah 90’ | Marcatori | 7’ Gatarić |

| Worms 21 agosto 2009, ore 19:00 CEST 3ª giornata | Wormatia Worms | 0 – 0 referto | Bonner | Wormatia-Stadion (1 718 spett.)\| Arbitro: \| Günsch \| |
| Arbitro:                                         | Günsch         |               |        |                                                         |

| Arbitro: | Skorczyk |

|                        |           |                 |
| Schwellenbach 16’, 29’ | Marcatori | 39’ Kassem-Saad |

| Arbitro: | Schwegler |

|           |           |                 |
| Zięba 32’ | Marcatori | 5’, 12’ Monetta |

| Arbitro: | Schmidt |

|             |           |           |
| Monetta 58’ | Marcatori | 47’ Arifi |

| Arbitro: | Welz |

|                        |           |          |
| Senesie 10’ Risser 40’ | Marcatori | 59’ Bolm |

| Arbitro: | Wagner |

|              |           |             |
| Bouadoud 52’ | Marcatori | 11’ Mölders |

| Arbitro: | Schriever |

|                          |           |             |
| Ornatelli 44’ Lorenz 85’ | Marcatori | 40’ Monetta |

| Worms 3 ottobre 2009, ore 14:00 CEST 10ª giornata | Wormatia Worms | 0 – 0 referto | Sportfreunde Lotte | Wormatia-Stadion (1 518 spett.)\| Arbitro: \| Fritz \| |
| Arbitro:                                          | Fritz          |               |                    |                                                        |

| Arbitro: | Hussein |

|                          |           |           |
| Pisano 77’ Jantschke 89’ | Marcatori | 1’ Rösner |

| Arbitro: | Brych |

|  |           |                        |
|  | Marcatori | 76’, 90’ Kyei 86’ Haag |

| Arbitro: | Born |

|                       |           |          |
| Aydın 12’ Hibbeln 45’ | Marcatori | 58’ Rasp |

| Worms 7 novembre 2009, ore 14:00 CET 14ª giornata | Wormatia Worms | 0 – 0 referto | Magonza II | Wormatia-Stadion (1 051 spett.)\| Arbitro: \| Valentin \| |
| Arbitro:                                          | Valentin       |               |            |                                                           |

| Kaiserslautern 21 novembre 2009, ore 14:00 CET 15ª giornata | Kaiserslautern II | 0 – 0 referto | Wormatia Worms | Fritz-Walter-Stadion (640 spett.)\| Arbitro: \| Weickenmeier \| |
| Arbitro:                                                    | Weickenmeier      |               |                |                                                                 |

| Arbitro: | Beck |

|          |           |                       |
| Lang 88’ | Marcatori | 52’ Latza 60’ Mimbala |

| Arbitro: | Stieler |

|                              |           |  |
| Zeitz 7’, 84’ Zimmermann 79’ | Marcatori |  |

#### Girone di ritorno
| Arbitro: | Waschitzki-Günther |

|                         |           |            |
| Knappmann 44’, 58’, 89’ | Marcatori | 18’ Aničić |

| Arbitro: | Wingenbach |

|                          |           |          |
| Gebhardt 17’ Stiller 46’ | Marcatori | 38’ Gaus |

| Arbitro: | Kleinschmidt |

|                                                               |           |              |
| Kastrati 21’, 66’ Mager 43’ Quotschalla 49’ Karnay 55’ (rig.) | Marcatori | 18’ Gebhardt |

| Arbitro: | Reichel |

|          |           |            |
| Rasp 70’ | Marcatori | 21’ Kialka |

| Arbitro: | Sinn |

|                    |           |  |
| Gebhardt 2’ (rig.) | Marcatori |  |

| Arbitro: | Müller |

|          |           |  |
| Güral 7’ | Marcatori |  |

| Arbitro: | Athanassiadis |

|                       |           |  |
| Gollasch 37’ Alan 68’ | Marcatori |  |

| Arbitro: | Hofmann |

|  |           |                              |
|  | Marcatori | 49’, 64’ Bouadoud 70’ Mpassy |

| Arbitro: | Ostheimer |

|  |           |               |
|  | Marcatori | 63’ Güvenışık |

| Arbitro: | Rohde |

|                       |           |              |
| Arend 23’ Dondorf 66’ | Marcatori | 82’ Bouadoud |

| Arbitro: | Sinn |

|                           |           |                                     |
| Rasp 81’ (rig.) Magin 90’ | Marcatori | 4’ Baltes 26’ Neustädter 52’ Pisano |

| Arbitro: | Marx |

|  |           |                                          |
|  | Marcatori | 4’ Bouadoud 30’ (rig.) Rasp 83’ Gebhardt |

| Arbitro: | Jöllenbeck |

|                      |           |                 |
| Bouadoud 6’ Rasp 70’ | Marcatori | 74’ (rig.) Zech |

| Arbitro: | Weickenmeier |

|                                           |           |              |
| Mertinitz 1’ Grimm 24’, 83’ Slišković 74’ | Marcatori | 65’ Bouadoud |

| Arbitro: | Stegemann |

|          |           |                                         |
| Rasp 60’ | Marcatori | 50’ (aut.) Krettek 68’ Wooten 85’ Akçam |

| Arbitro: | Aarnink |

|                                                                          |           |                  |
| Wassey 34’ (rig.) Prskalo 38’ Müller 50’, 60’, 84’ Yalin 83’ Tumanan 87’ | Marcatori | 7’ Rasp 14’ Alan |

| Arbitro: | Sinn |

|          |           |                                         |
| Rasp 50’ | Marcatori | 45’, 89’ Grgić 61’ Fuchs 80’ Zimmermann |

### Coppa di Germania
| Arbitro: | Kempter |

|  |           |              |
|  | Marcatori | 119’ Allagui |

## Statistiche

### Statistiche di squadra
| Competizione       | Punti | In casa | In casa | In casa | In casa | In casa | In casa | In trasferta | In trasferta | In trasferta | In trasferta | In trasferta | In trasferta | Totale | Totale | Totale | Totale | Totale | Totale | DR  |
| Competizione       | Punti | G       | V       | N       | P       | Gf      | Gs      | G            | V            | N            | P            | Gf           | Gs           | G      | V      | N      | P      | Gf     | Gs     | DR  |
| ------------------ | ----- | ------- | ------- | ------- | ------- | ------- | ------- | ------------ | ------------ | ------------ | ------------ | ------------ | ------------ | ------ | ------ | ------ | ------ | ------ | ------ | --- |
| Regionalliga ovest | 30    | 17      | 4       | 7       | 6       | 15      | 21      | 17           | 3            | 2            | 12           | 20           | 37           | 34     | 7      | 9      | 18     | 35     | 58     | -23 |
| Coppa di Germania  | -     | 1       | 0       | 0       | 1       | 0       | 1       | 0            | 0            | 0            | 0            | 0            | 0            | 1      | 0      | 0      | 1      | 0      | 1      | -1  |
| Totale             | 30    | 18      | 4       | 7       | 7       | 15      | 22      | 17           | 3            | 2            | 12           | 20           | 37           | 35     | 7      | 9      | 19     | 35     | 59     | -24 |

### Andamento in campionato
| Giornata  | 1  | 2  | 3  | 4  | 5  | 6  | 7  | 8  | 9  | 10 | 11 | 12 | 13 | 14 | 15 | 16 | 17 | 18 | 19 | 20 | 21 | 22 | 23 | 24 | 25 | 26 | 27 | 28 | 29 | 30 | 31 | 32 | 33 | 34 |
| --------- | -- | -- | -- | -- | -- | -- | -- | -- | -- | -- | -- | -- | -- | -- | -- | -- | -- | -- | -- | -- | -- | -- | -- | -- | -- | -- | -- | -- | -- | -- | -- | -- | -- | -- |
| Luogo     | C  | T  | C  | T  | T  | C  | T  | C  | T  | C  | T  | C  | T  | C  | T  | C  | T  | T  | C  | T  | C  | C  | T  | C  | T  | C  | T  | C  | T  | C  | T  | C  | T  | C  |
| Risultato | N  | N  | N  | P  | V  | N  | P  | N  | P  | N  | P  | P  | P  | N  | N  | P  | P  | P  | V  | P  | N  | V  | P  | V  | V  | P  | P  | P  | V  | V  | P  | P  | P  | P  |
| Posizione | 11 | 13 | 13 | 15 | 10 | 10 | 13 | 14 | 17 | 17 | 17 | 18 | 18 | 18 | 18 | 18 | 18 | 18 | 18 | 18 | 18 | 18 | 18 | 18 | 18 | 18 | 18 | 18 | 18 | 17 | 17 | 17 | 17 | 17 |

Legenda:

Luogo: C = Casa; T = Trasferta. Risultato: V = Vittoria; N = Pareggio; P = Sconfitta.

### Statistiche dei giocatori
| Giocatore      | Regionalliga ovest | Regionalliga ovest | Regionalliga ovest | Regionalliga ovest | Coppa di Germania | Coppa di Germania | Coppa di Germania | Coppa di Germania | Totale   | Totale | Totale      | Totale     |
| Giocatore      | Presenze           | Reti               | Ammonizioni        | Espulsioni         | Presenze          | Reti              | Ammonizioni       | Espulsioni        | Presenze | Reti   | Ammonizioni | Espulsioni |
| -------------- | ------------------ | ------------------ | ------------------ | ------------------ | ----------------- | ----------------- | ----------------- | ----------------- | -------- | ------ | ----------- | ---------- |
| A. Alan        | 10                 | 2                  | 0                  | 1                  | 0                 | 0                 | 0                 | 0                 | 10       | 2      | 0           | 1          |
| M. Aničić      | 5                  | 1                  | 0                  | 0                  | 0                 | 0                 | 0                 | 0                 | 5        | 1      | 0           | 0          |
| I. Aslan       | 13                 | 0                  | 3                  | 0                  | 1                 | 0                 | 0                 | 0                 | 14       | 0      | 3           | 0          |
| M. Beck        | 1                  | 0                  | 0                  | 0                  | 0                 | 0                 | 0                 | 0                 | 1        | 0      | 0           | 0          |
| C. Bolm        | 7                  | 1                  | 1                  | 0                  | 1                 | 0                 | 0                 | 0                 | 8        | 1      | 1           | 0          |
| S. Bopp        | 4                  | 0                  | 0                  | 1                  | 0                 | 0                 | 0                 | 0                 | 4        | 0      | 0           | 1          |
| Z. Bouadoud    | 22                 | 7                  | 5                  | 1                  | 0                 | 0                 | 0                 | 0                 | 22       | 7      | 5           | 1          |
| Ö. Bozkaya     | 1                  | 0                  | 0                  | 0                  | 0                 | 0                 | 0                 | 0                 | 1        | 0      | 0           | 0          |
| M. Cuc         | 8                  | 0                  | 0                  | 0                  | 0                 | 0                 | 0                 | 0                 | 8        | 0      | 0           | 0          |
| K. Detloff     | 3                  | 0                  | 0                  | 0                  | 1                 | 0                 | 0                 | 0                 | 4        | 0      | 0           | 0          |
| A. Feller      | 8                  | 0                  | 0                  | 0                  | 0                 | 0                 | 0                 | 0                 | 8        | 0      | 0           | 0          |
| D. Gatarić     | 12                 | 0                  | 1                  | 0                  | 1                 | 0                 | 0                 | 0                 | 13       | 0      | 1           | 0          |
| D. Gatarić     | 15                 | 1                  | 4                  | 1                  | 1                 | 0                 | 0                 | 0                 | 16       | 1      | 4           | 1          |
| M. Gebhardt    | 24                 | 4                  | 0                  | 1                  | 1                 | 0                 | 0                 | 0                 | 25       | 4      | 0           | 1          |
| M. Gollasch    | 13                 | 1                  | 3                  | 1                  | 0                 | 0                 | 0                 | 0                 | 13       | 1      | 3           | 1          |
| M. Heidenmann  | 17                 | 0                  | 2                  | 0                  | 0                 | 0                 | 0                 | 0                 | 17       | 0      | 2           | 0          |
| I. Kassem-Saad | 28                 | 1                  | 1                  | 0                  | 1                 | 0                 | 1                 | 0                 | 29       | 1      | 2           | 0          |
| T. Klotz       | 11                 | 0                  | 1                  | 0                  | 0                 | 0                 | 0                 | 0                 | 11       | 0      | 1           | 0          |
| A. Krettek     | 30                 | 0                  | 2                  | 0                  | 1                 | 0                 | 0                 | 0                 | 31       | 0      | 2           | 0          |
| M. Lang        | 32                 | 1                  | 3                  | 0                  | 1                 | 0                 | 0                 | 0                 | 33       | 1      | 3           | 0          |
| N. Magin       | 16                 | 1                  | 5                  | 0                  | 0                 | 0                 | 0                 | 0                 | 16       | 1      | 5           | 0          |
| M. Monetta     | 15                 | 4                  | 3                  | 0                  | 1                 | 0                 | 0                 | 0                 | 16       | 4      | 3           | 0          |
| J. Mpassy      | 26                 | 1                  | 10                 | 0                  | 1                 | 0                 | 1                 | 0                 | 27       | 1      | 11          | 0          |
| T. Müller      | 23                 | 0                  | 0                  | 0                  | 1                 | 0                 | 0                 | 0                 | 24       | 0      | 0           | 0          |
| S. Oswald      | 1                  | 0                  | 0                  | 0                  | 0                 | 0                 | 0                 | 0                 | 1        | 0      | 0           | 0          |
| M. Rasp        | 24                 | 8                  | 1                  | 0                  | 1                 | 0                 | 0                 | 0                 | 25       | 8      | 1           | 0          |
| S. Rösner      | 26                 | 1                  | 3                  | 1                  | 1                 | 0                 | 0                 | 0                 | 27       | 1      | 3           | 1          |
| M. Sahin       | 10                 | 0                  | 2                  | 0                  | 0                 | 0                 | 0                 | 0                 | 10       | 0      | 2           | 0          |
| A. Schröder    | 1                  | 0                  | 0                  | 0                  | 0                 | 0                 | 0                 | 0                 | 1        | 0      | 0           | 0          |
| F. Schröer     | 30                 | 0                  | 10                 | 0                  | 0                 | 0                 | 0                 | 0                 | 30       | 0      | 10          | 0          |
| C. Steiner     | 2                  | 0                  | 0                  | 0                  | 0                 | 0                 | 0                 | 0                 | 2        | 0      | 0           | 0          |
| P. Stiller     | 23                 | 1                  | 3                  | 0                  | 0                 | 0                 | 0                 | 0                 | 23       | 1      | 3           | 0          |
| A. Völkl       | 1                  | 0                  | 0                  | 0                  | 0                 | 0                 | 0                 | 0                 | 1        | 0      | 0           | 0          |
| M. Wolff       | 10                 | 0                  | 0                  | 1                  | 0                 | 0                 | 0                 | 0                 | 10       | 0      | 0           | 1          |